# あきない世傳 金と銀
『あきない世傳 金と銀』（あきないせいでん きんとぎん）は髙田郁の時代小説のシリーズである。
本作の執筆は、「松坂屋」の前身「いとう呉服店」の10代目店主の宇多という女性の存在がきっかけとなった。
2016年2月に『あきない世傳 金と銀 源流篇』がハルキ文庫（角川春樹事務所）から刊行され、2022年8月に完結となる『あきない世傳 金と銀（十三） 大海篇』が刊行された。2023年8月と2024年2月に、それぞれ登場人物のうちの4人を主人公とした短編4話の特別巻 2巻が刊行され、2023年12月にはNHKBS時代劇のテレビドラマとしてシリーズ化されている。
江戸中期、兄と父を亡くし大坂天満の呉服商に奉公に出た学者の娘・幸（さち）が商才を発揮し商人へと成長する物語。

## あらすじ
摂津国武庫郡津門村で、私塾を開いている頑固な父と、女に学問は不要と考える母、優しい兄と幼い妹と暮らしている幸は、学問が大好きだった。兄は、女も学問をするべきと考えて幸に様々なことを教えてくれたが、病に伏して亡くなり、そして父までも流行りの風邪で死去してしまう。母と妹は、豪農・彦太夫の屋敷の住み込み下女になることになり、幸は9歳で大坂天満の呉服商「五鈴屋」に奉公に行くことになった。
五鈴屋でも女衆（おなごし）は奥の仕事だけで、店に出てはいけないと決まっていたが、丁稚の手習いの様子が気になってしかたがない幸は、三代目の三男・智蔵の口利きによって番頭の治兵衛からこっそり「商売往来」を教えてもらえることになり、商いの面白さに目覚めていく。やがて治兵衛は、そんな幸に商才を見出すのだった。
幸は聡明と商才を見込まれて14歳で四代目徳兵衛の後妻となり、その後、望まれて五代目（惣次）の妻となる。惣次からは商いについて学ぶことも多く、次第に商いの才覚を表す幸だったが、それは惣次の妬みを生むことになる。
その後惣次は、羽二重の生産を依頼していた江州波村との出来事が発端で行方をくらましてしまう。商才がなく五鈴屋を出ていた智蔵は、惣次から託され六代目を継ぐことになり、幸は惣次から離縁され、望まれて智蔵の妻になる。
幸と智蔵は、隠居を考える桔梗屋を成り行きで買い、五鈴屋本店と五鈴屋高島店と商いを広げる。しかし、売り上げが伸びたことで江戸出店を準備をしていたころ、智蔵が急死してしまう。跡継ぎの子はおらず「女名前禁止」で幸が店主になることも叶わず、店主不在に窮する五鈴屋だったが、期限付きで幸が七代目を継ぐことになる。
大坂と違って「女名前禁止」のない江戸で五鈴屋江戸店主となり、周りの人々の協力や持ち前の知恵で危機や困難を乗り越え、富久から託された「百年続く五鈴屋」を目指す幸であった。

## シリーズ一覧
1. あきない世傳 金と銀 源流篇（2016年2月12日、ハルキ文庫、ISBN 978-4-75843981-7）
2. あきない世傳 金と銀（二） 早瀬篇（2016年8月9日、ハルキ文庫、ISBN 978-4-75844027-1）
3. あきない世傳 金と銀（三） 奔流篇（2017年2月14日、ハルキ文庫、ISBN 978-4-75844068-4）
4. あきない世傳 金と銀（四） 貫流篇（2017年8月9日、ハルキ文庫、ISBN 978-4-75844110-0）
5. あきない世傳 金と銀（五） 転流篇（2018年2月15日、ハルキ文庫、ISBN 978-4-75844147-6）
6. あきない世傳 金と銀（六） 本流篇（2019年2月15日、ハルキ文庫、ISBN 978-4-75844233-6）
7. あきない世傳 金と銀（七） 碧流篇（2019年8月8日、ハルキ文庫、ISBN 978-4-75844284-8）
8. あきない世傳 金と銀（八） 瀑布篇（2020年2月15日、ハルキ文庫、ISBN 978-4-75844322-7）
9. あきない世傳 金と銀（九） 淵泉篇（2020年9月15日、ハルキ文庫、ISBN 978-4-75844361-6）
10. あきない世傳 金と銀（十） 合流篇（2021年2月15日、ハルキ文庫、ISBN 978-4-75844392-0）
11. あきない世傳 金と銀（十一） 風待ち篇（2021年8月10日、ハルキ文庫、ISBN 978-4-7584-4425-5）
12. あきない世傳 金と銀（十二） 出帆篇（2022年2月15日、ハルキ文庫、ISBN 978-4-7584-4461-3）
13. あきない世傳 金と銀（十三） 大海篇（2022年8月18日、ハルキ文庫、ISBN 978-4-7584-4506-1）
14. 契り橋 あきない世傳 金と銀 特別巻（上）（2023年8月25日、ハルキ文庫、ISBN 978-4-75844589-4）
15. 幾世の鈴 あきない世傳 金と銀 特別巻（下）（2024年2月29日、ハルキ文庫、ISBN 978-4-75844621-1）

### セット
- あきない世傳 金と銀シリーズ全巻セット（2022年8月9日、ハルキ文庫、ISBN 978-4-75844513-9）
- あきない世傳 金と銀シリーズ 特別巻入り完結セット（2024年2月29日、ハルキ文庫、ISBN 978-4-75844622-8）

## 登場人物

### 主人公
幸（さち）
武庫郡津門村生まれの貧しい学者の娘。兄と父を相次いで亡くし、9歳で五鈴屋に奉公する。
聡明と商才を見込まれて14歳で四代目徳兵衛の後妻となり、その後、望まれて五代目（惣次）、六代目（智蔵）の妻となる。
智蔵亡き後、期限付きで七代目となって、「女名前禁止」のない江戸で五鈴屋江戸店主となる。

### 五鈴屋（いすずや）
大坂天満の呉服商で、当主は代々「徳兵衛」（とくべえ）を名乗る。伊勢出身の初代が古手の行商から始めて天満の裏店に暖簾を挙げたのが始まりで、伊勢の五十鈴川から「五鈴屋」と店の名を決めた。二代目が絹を扱う呉服商の店を構えたが、跡を継いだ三代目が息子3人を残して夫婦共に早死する。二代目のご寮さん・富久が孫3人を育て、三代目の長男が四代目を継いだ。
富久（ふく）
「お家（え）さん」と呼ばれる、二代目徳兵衛の妻。
三代目夫婦亡き後、その子供である3人の孫を育て、店を守ってきた。
幸と智蔵の祝言を見届けたのち亡くなる。享年66。
四代目徳兵衛（よんだいめ とくべえ）
三代目徳兵衛の長男。名は豊作（ほうさく）。
惣次（そうじ） / 井筒屋三代目保晴（いづつや さんだいめ やすはる）
三代目徳兵衛の二男で、商才に富む。
兄・四代目が死去したため五代目徳兵衛となる。
商いに行き詰まり、智蔵に後を託して幸と離縁・隠居し、失踪する。
江戸で新六（しんろく）と名を変え、銭両替商の二代目井筒屋の娘・雪乃（ゆきの）と夫婦になり、婿養子となる。
その後、銭両替商から本両替商へと商いを広げる。
智蔵（ともぞう）
三代目徳兵衛の三男で、商才は無く読書家。
次兄・五代目（惣次）が幸と離縁・失踪したため、幸と夫婦になることを条件に六代目徳兵衛となる。
江戸店出店の前に、持病の積聚（しゃくじゅ）で急死する。享年33。
治兵衛（じへえ）
二代目から仕え「五鈴屋の要石」と呼ばれる番頭。幸に商いの才を見出す。
鉄七（てつしち） / 鉄助（てつすけ）
手代頭。治兵衛にあとを託され、番頭となって鉄助を名乗る。
お竹（おたけ）
一番年長の女衆。江戸店では小頭役となる。
お梅（おうめ）
女衆。
佐七（さひち） / 佐助（さすけ）
手代。江戸店の支配人となって佐助を名乗る。
賢輔（けんすけ） / 賢吉（けんきち）
丁稚。治兵衛とお染の息子。
五鈴屋の丁稚となって賢吉を名乗り、江戸店では手代となって本名の賢輔を名乗る。
大吉（だいきち） / 大七（だいしち）
両親を亡くし高齢の柳井道善に引き取られるが、五鈴屋に丁稚として預けられる。
13歳で江戸店に移り、手代となって大七を名乗る。

### 津門村（つとむら）
重辰（しげたつ）
幸の父。私塾・凌雲堂（りょううんどう）の主宰者。
息子・雅由に続いて流行り風邪で亡くなる。
房（ふさ）
幸の母。霜月の寒い日に急死する。享年50。
雅由（まさよし）
幸の兄。賢く、凌雲堂の跡継ぎとして周囲からも期待されていたが、疝気（せんき）で亡くなる。享年18。
結（ゆい）
幸の妹。20歳で母を亡くし、五鈴屋に引き取られる。
彦太夫（ひこたゆう）
村の豪農。重辰に凌雲堂の建物や田畑を無償で貸している。
有能な雅由を自分の娘の婿にと思っていた。
文次郎（もんじろう）
津門村の綿作農家から綿を買い集める綿買い商人。
彦太夫から頼まれて、9歳の幸を五鈴屋まで送り届ける。

### 大坂
菊栄（きくえ）
船場の小間物屋・紅屋（べにや）の末娘。
17歳で四代目徳兵衛の嫁になるが離縁になる。
お染（おそめ）
治兵衛の妻。
桔梗屋孫六（ききょうや まごろく）
天満の呉服商の店主。天満組呉服商仲間の世話役を務める。
息子二人を相次いで亡くして跡継ぎのない桔梗屋を五鈴屋に買ってもらう。
五鈴屋高島店に住み「親旦那さん（おやだんさん）」と呼ばれる。
周助（しゅうすけ）
桔梗屋の番頭。五鈴屋高島店の支配人となる。
七代目の幸の後を継いで、八代目徳兵衛となる。
伏見屋為右衛門（ふしみや ためえもん）
大坂一の呉服商・伏見屋の当主。
五鈴屋の番頭・治兵衛を「五鈴屋の要石」と認めている。
四代目徳兵衛の後妻に幸が相応しいかを評定する呉服商の寄合で、治兵衛の推薦ならばと一番に認める。
柳井道善（やない どうぜん）
老齢の町医。富久や治兵衛、桔梗屋孫六を診る。
亀三（かめぞう）
人形浄瑠璃の人形遣い。

### 江州
仁左衛門（にざえもん）
惣次が羽二重の生産を持ちかけた江州・波村の庄屋。
亮介（りょうすけ）
江州・波村の織屋の「中庄（なかのしょう）」の旦那で、2年前に親が亡くなり跡を継いだ。
かつては羽二重も織っていた。
茂作（もさく）
お染の叔父で近江商人。江戸店出店を考える幸と智蔵に近江屋を紹介する。

### 江戸
お才（おさい）
和三郎の姉で力造の女房。
和三郎（わさぶろう）
指物師。
力造（りきぞう）
型付染物師。
梅松（うめまつ）
型紙の型彫師。
菊次郎（きくじろう）
亀三から紹介された歌舞伎役者。
吉次（きちじ） / 二代目菊瀬吉之丞（にだいめ きくせ きちのじょう）
菊次郎の弟子の歌舞伎役者。
中村富五郎（なかむら とみごろう）
歌舞伎の花形役者。
音羽屋忠兵衛（おとわや ちゅうべえ）
本両替商。
久助（きゅうすけ）
近江八幡に本店を構える、江戸坂本町の古手商近江屋（おうみや）の支配人。
白雲屋（しらくもや）
浅草田原町三丁目の太物商。
跡取りの息子を亡くして郷里の伊勢に戻るため、店舗を五鈴屋に譲る。

## テレビドラマ
2023年7月19日にBS再編成後のオープニング時代劇として小芝風花・主演、山本むつみ・脚本で制作されることが発表され、同年12月8日から2024年2月2日までNHK BS、NHK BSプレミアム4Kの新BS時代劇枠にて放送された。
2024年11月5日にシーズン2の制作が発表され、さらに12月6日にはシーズン2放送前のおさらい再放送として第1作の地上波初放送の発表があり、NHK総合の特選!時代劇枠にて2025年1月5日から放送された。
2025年3月2日にシーズン2はキービジュアルと江戸編に出演するキャストが発表され、2025年4月6日から5月25日までNHK BS、NHK BSプレミアム4KのBS時代劇枠にて放送された。
同年6月15日にシーズン3の制作が決定し、2026年春に放送予定と発表された。
本稿では便宜上、第1作をS1、シーズン2をS2と表記する。
S1は幸が智蔵（六代目徳兵衛）と夫婦になるまで、S2は周助が八代目徳兵衛を継ぐところまでが描かれた。

### キャスト

#### 五鈴屋
幸（さち）
演 - 小芝風花（幼少期：永瀬ゆずな）
父と兄が急死し、大坂天満の呉服屋「五鈴屋」に奉公に出て女衆となる。次第に商いの面白さに目覚めると、その商才を見出され、天満組呉服仲間の後添え審査を経て、四代目徳兵衛の後妻となる。
四代目に先立たれた後に五代目徳兵衛に請われて再びご寮さんとなるが、商売上の揉め事が元で五代目は隠居、離縁される。その際、江州・波村の庄屋の仁左衛門から「店主の器」と言われていた。
五鈴屋を守り継ぐためと六代目徳兵衛に請われて三度ご寮さんに。女衆時代からの店の仲間や商売仲間、商売相手の事も考えて商いを行う。
徳兵衛（とくべえ）
演 - 渡辺大
三代目徳兵衛の長男で、四代目惣領となり大店の娘・菊栄を嫁に迎えるが、放蕩が原因で離縁となる。
幸を後添えとして娶るも、もともと商才に乏しく、五鈴屋の商いは惣次に任せ、酒や廓通いで日々放蕩に明け暮れ、何度も売上を持ち出すために周りからは見放され、ついには暴言が元で長年勤めた手代が店から離れてしまう。
さらに惣次に大店への婿入り話が来ると、それが面白くなく街に繰り出していくのだが、翌朝、虫の息で戸板に乗せられ帰ってくる。
惣次（そうじ）
演 - 加藤シゲアキ
三代目徳兵衛の二男で商才に長け、「五鈴屋を大坂一の店にする」と意気込む稼ぎ頭。働かない兄や商いをやる気のない末弟と反目する。
幸を認めており、折々に知識を授けて商才の成長を手助けする。
五代目の襲名後は幸と仲良く順調に商いをしていたが、己の目標達成に拘るあまりに自分本位の考えに囚われてしまい、商売拡大の助言をした幸すらも疎むようになり、商い相手を陥れる策まで行ってしまう。この時、相手に「店主の器ではない」と断言される。
最終話では五鈴屋が潰れる寸前に陥ってしまい、隠居して智蔵に店主の座を譲り幸とも離縁する。
智蔵（ともぞう）
演 - 松本怜生
三代目徳兵衛の三男で、子供の頃に五鈴屋に来た幸と気が合い、将来夫婦になることを考える。
戯作を書きたいと公言して商いに身が入らず、惣次に追い出される。
惣次が隠居する際、これまで守ってきた五鈴屋を絶やさぬよう諭され、六代目徳兵衛を継いで幸と夫婦になる。
富久（ふく）
演 - 高島礼子
二代目徳兵衛の妻。孫に商売を譲ってからも店を支える。
幸の才能を高く評価して、己の次代のご寮さんとして五鈴屋の将来を任せており、店が断絶の危機に陥った際は幸を養子にして継がせようとまで考えていた。
幸と智蔵の祝言を見届けたのち亡くなる。
治兵衛
演 - 舘ひろし
二代目から長年仕えた番頭。幸に商いの才を見出す。
卒中風で倒れ、五鈴屋を去ったあとも幸に助言する。
鉄七 / 鉄助
演 - 八嶋智人
手代頭として治兵衛等と共に五鈴屋を支えて来た。治兵衛が店を去った後に番頭となる。
お竹
演 - いしのようこ
一番年長の女衆。
お梅
演 - 内藤理沙
お杉
演 - 大西礼芳
五鈴屋は惣次が継ぐべきだと考えていて、彼が隠居し行方不明になったのち、失踪する。
留七
演 - 辻本祐樹
佐七 / 佐助
演 - 葵揚
伝七
演 - 虎太郎
末七
演 - 北野秀気
賢輔 / 賢吉
演 - 佐久間悠（幼少期：嶺岸煌桜）
丁稚。治兵衛の息子。

#### 津門村
お房
演 - 街田しおん
幸の母。
結
演 - 長澤樹
幸の妹。
彦太夫
演 - 板尾創路

#### 大坂
菊栄
演 - 朝倉あき
船場の小間物屋・紅屋の末娘。四代目徳兵衛の嫁になるが離縁になる。
後に、彼女の新商品の話を聞いた幸は、雨傘に五鈴屋の名を入れる事を思いつき、大坂中に名を広めることに成功する。
お勢
演 - 萬田久子
五鈴屋と同じ菅原町の乾物屋主人。
お染
演 - 細川直美
治兵衛の妻。
伏見屋為右衛門
演 - 田中健
桔梗屋孫六
演 - 吉見一豊
天満の呉服商の店主。
周助
演 - 泉澤祐希
桔梗屋の番頭。
柳井道善
演 - 秋野太作
備前屋番頭 宗助
演 - 松尾貴史
亀三
演 - 星田英利
人形浄瑠璃の人形遣い。
真澄屋
演 - 山西惇

#### 江州
仁左衛門
演 - 中原丈雄
幸の発想を元に、惣次が羽二重の生産を持ちかけた江州・波村の庄屋。
亮介
演 - 神尾佑
江州・波村の織屋の中庄。
茂作
演 - 小松利昌
お染の叔父で近江商人。

#### 江戸
和三郎
演 - 浅利陽介
指物師。
お才
演 - 菜葉菜
和三郎の姉で力造の女房。
力造
演 - 池田努
染物師。
菊瀬栄次郎
演 - 風間杜夫
歌舞伎役者。
吉二
演 - 齋藤潤
栄次郎の弟子。
中村富五郎
演 - 片岡千之助
歌舞伎界のスター。
枡吾屋（ますごや）忠兵衛
演 - 髙嶋政伸
本両替商。
荘八
演 - 村田雄浩
近江屋江戸店支配人。
白雲屋
演 - 小倉久寛
郷里の伊勢に戻るため、店舗を五鈴屋に譲る。

### スタッフ
- 原作 - 髙田郁
- 脚本 - 山本むつみ
- 語り - 森田美由紀アナウンサー
- 時代考証 - 谷直樹、岩間香
- 所作指導 - 西川箕乃助[注 1]、若柳吉優亮
- 大坂ことば指導 - 村上かず
- 呉服指導 - 高田啓史
- 仏事指導 - 近松誉、大鹿孝順、金嶽宗信
- 医事指導 - 若尾みき
- 近江ことば指導 - 西村頼子
- 機織り指導 - 長谷川博紀
- 和裁指導 - 小林操子
- そろばん指導 - 太田敏幸
- 書道指導 - 金敷駸房
- 芸能指導 - 友吉鶴心
- 染物・小紋染め指導 - 中條康隆
- 撮影協力 - 常総市、香取神社、茨城町、観福寺、飯高寺、坂戸市、伊勢形紙協同組合[18]
- 資料提供 - 江戸消防記念会
- 演出
  - S1 - 田中健二、船谷純矢、岡野宏信、中野亮平（NHKエンタープライズ）
  - S2 - 田中健二、木村隆文、船谷純矢、岡野宏信（NHKエンタープライズ）
- 音楽 - 未知瑠
- 制作統括
  - S1 - 山本敏彦（NHKエンタープライズ）、柳川強（NHK）
  - S2 - 山本敏彦（NHKエンタープライズ）、本木一博（NHK）

### 放送日程
| 話数 | 放送日         | サブタイトル     | 演出     |
| ---- | -------------- | ---------------- | -------- |
| 1    | 2023年12月08日 | 幸、商いと出会う | 田中健二 |
| 2    | 12月15日       | それぞれの道     | 田中健二 |
| 3    | 12月22日       | ご寮さん誕生     | 田中健二 |
| 4    | 2024年01月05日 | 試されるご寮さん | 船谷純矢 |
| 5    | 1月12日        | 二番目の夫       | 船谷純矢 |
| 6    | 1月19日        | 五鈴屋の大改革   | 岡野宏信 |
| 7    | 1月26日        | 夫婦の亀裂       | 中野亮平 |
| 8    | 2月02日        | 店主の器         | 中野亮平 |

| 話数 | 放送日        | サブタイトル         | 演出     |
| ---- | ------------- | -------------------- | -------- |
| 1    | 2025年4月06日 | ご寮さんの大勝負     | 田中健二 |
| 2    | 4月13日       | ふたつの五鈴屋       | 船谷純矢 |
| 3    | 4月20日       | 鈴とおはじき         | 木村隆文 |
| 4    | 4月27日       | 七代目の店主         | 田中健二 |
| 5    | 5月04日       | いざ！討ち入り       | 田中健二 |
| 6    | 5月11日       | ありの目とみさごの目 | 木村隆文 |
| 7    | 5月18日       | 鈴の小紋             | 岡野宏信 |
| 8    | 5月25日       | 五鈴屋の正念場       | 田中健二 |

### 関連商品
- BS時代劇「あきない世傳(せいでん) 金と銀」完全ガイド（2024年1月31日、東京ニュース通信社、ISBN 978-4-86701-753-1）
- もっと知りたい! 江戸の暮らしと商い（2023年12月12日、宝島社、ISBN 978-4-299-04916-2）

| NHK BSプレミアム BS時代劇                                            | NHK BSプレミアム BS時代劇                            | NHK BSプレミアム BS時代劇             |
| 前番組                                                               | 番組名                                               | 次番組                                |
| -------------------------------------------------------------------- | ---------------------------------------------------- | ------------------------------------- |
| ゆうれい、貸します〜お染・恋の七変化〜 （2023年10月20日 - 11月17日） | あきない世傳 金と銀 （2023年12月8日 - 2024年2月2日） | 鳴門秘帖 （2024年4月7日 - 6月9日）    |
| 雲霧仁左衛門ファイナル （2025年1月5日 - 2月23日）                    | あきない世傳 金と銀2 （2025年4月6日 - 5月25日）      | 大岡越前8 （2025年6月8日 - 〈予定〉） |